# Dungeons & Dragons (1974)
Dungeons & Dragons (w skrócie D&D) – pierwsze wydanie zestawu Dungeons & Dragons stworzone przez Gary’ego Gygaxa i Dave’a Arnesona, opublikowane w 1974 przez Tactical Studies Rules (TSR). Zawierało ono pierwszą grę fabularną. Została ona osadzona w konwencji fantasy.

## Treść
Pierwsza edycja zestawu Dungeons & Dragons była zarazem pierwszą grą fabularną. Osadzona była w konwencji fantasy inspirowanej europejskim średniowieczem. Zawierała koncepty, które okazały się standardem akceptowanym przez wielu następców, między innymi: zestaw atrybutów (takich jak siła, inteligencja, zręczność); klasa postaci (wojownik, czarodziej, kapłan) i ich rozwój przy nabywaniu poziomów; rasy postaci do wyboru (ludzie, krasnoludy, elfy, niziołki); klasę pancerza; potwory i pilnowane przez nich skarby; podziemia zawierające wielkie pomieszczenia, pokoje i drzwi zabezpieczone pułapkami I sekretami; magiczne przedmioty, takie jak inteligentny miecz. Zestaw obejmuje także zasady określające przemieszczanie się poprzez dzikie tereny, zarówno morskie, jak I lądowe; wynajmowanie pomocników, zarazem specjalistów jak i najemników; budowanie fortyfikacji i zakładanie baronii. Wszelkie odległości i wymiary są podane w calach, co bezpośrednio wynika z zaadaptowania zasad przeznaczonych pierwotnie do gier bitewnych, od których D&D się wywodzi.
W zestawie były też zawarte krótkie porady odnośnie do wykorzystywania potworów jako postaci graczy.
To małe pudełko zawierało trzy broszury: Volume 1: Men & Magic (Część pierwsza: Ludzie i magia), Volume 2: Monsters & Treasure (Część druga: Potwory i skarby), oraz Volume 3: Underworld & Wilderness Adventures (Część trzecia: Przygody w podziemiach i w dziczy). Pod tytułem zawartym na pudełku widnieje dodatkowy tekst, w tłumaczeniu: Zasady do kampanii gier bitewnych osadzonych w fantastycznym średniowieczu wymagające papieru, ołówka i figurek bitewnych.
Zestaw ten dał początek ikonicznym elementom, które dopiero w późniejszych edycjach gry zostały o wiele bardziej rozbudowane. Obecne są w nim jedynie trzy klasy postaci (w tłumaczeniu: osoba walcząca, użytkownik magii, kleryk), cztery rasy (człowiek, krasnolud, elf, hobbit) oraz tylko trzy rodzaje charakteru postaci: praworządny, neutralny i chaotyczny. Zasady zakładają, że gracze znają i posiadają grę bitewną Chainmail i że stosowali obecny w nim system miar i walk. Przedstawiają przy tym autorską mechanikę walk, która z czasem ewoluowała i stała się dominującą wersją mechaniki gry.
Broszura Men & Magic zalecała używanie figurek do gier bitewnych tylko jeżeli (w tłumaczeniu) „gracze mają do nich dostęp i ochotę z nich skorzystać”, niemniej nie były one niezbędne do gry i zaproponowano wykorzystanie żetonów wykonanych z tektury.
Broszura „Monsters & Treasure” przedstawia wiele z najbardziej znanych potworów, z których wiele odnosiło się do istot zawartych w różnych mitologiach oraz powieściach fantastycznych różnego autorstwa. Zawarte w podręczniku dwa bezpośrednie odniesienia do twórczości Tolkiena obejmowało określenie dwóch spośród wielu istot jako „hobbity” i „enty”, jednak po wystąpieniu komplikacji związanych z prawami autorskimi nazwy tych istot zostały podmienione na „halflingi” i „drzewce” („treants”).

## Historia publikacji
Pierwotna edycja Dungeons & Dragons została napisana przez Gygaxa i Arnesona i wydana przez TSR w 1974 roku jako zestaw zamknięty w brązowym, drewnianym pudełku. Zestaw zawierał trzy drobne książeczki: „Men & Magic” składało się z 36 stron, „Monsters & Treasure” z 40 a „The Underworld & Wilderness Adventures” również z 36. Zestaw obejmował także sześć arkuszy zawierających tabele i wykresy do których można się było odnosić podczas gry. Późniejsza edycja, pochodząca z 1976 roku, była opublikowana w pudełku białym. Edycja zatytułowana „Original Collector's Edition” (znana też jako szósty druk) była publikowana od 1977 do 1979.
Za ilustracjami stał sam Arneson oraz Keenan Powell, Greg Bell, C. Corey, T. Keogh i David C. Sutherland III. Okładka pierwszego wydania „Men & Magic” zawierała rysunek przedstawiający mężczyznę na wierzchowcu natomiast wydanie z 1976 demonstrowało mężczyznę z mieczem.
Pierwotne wydanie było wielokrotnie dodrukowywane i obrosło w kilka oficjalnych dodatków do gry, między innymi Greyhawk I Blackmoor w 1975 oraz Eldritch Wizardry, Gods, Demi-gods & Heroes oraz Swords & Spells w 1976.
Pierwszą edycję Dungeons & Dragons wydano ponownie dziewiętnastego listopada 2013-ego roku jako luksusowy dodruk pierwszej wersji „białej” („White Box”) opakowanej w nowoczesną, dębową skrzynkę. Każda broszura zawiera na okładce nową ilustrację nawiązującą tematycznie i kolorystycznie do pierwotnych prac. Do zestawu załączono też ozdobne kostki.
W lutym 2016 roku edycja kolekcjonerska z 2013 roku została udostępniona do dystrybucji w serwisie DriveThruRPG.com, po raz pierwszy umożiwiając zakup cyfrowej wersji oryginalnych zasad do Dungeons & Dragons. Podobnie udostępniono plik zawierający dodatek Greyhawk.

## Odbiór
Gary Gygax wygrał nagrodę „Outstanding Designer & Writer” przyznawaną przez Strategists Club's  za stworzenie Dungeons & Dragons. Sam zestaw zdobył też nagrodę H.G. Wellsa.

### Nagrody
- Origins Awards (All-Time Best Role-Playing Rules, 1977)
- Origins Awards (Greatest Contribution to the Hobby 1967-77, 1977)
- Origins Awards (Adventure Gaming Hall of Fame, 1977)
- Strategists' Club Award (Best New Game, 1974)
- Pen & Paper (RPG Hall of Fame, 2002)
- Scrye Player's Choice (All-Time Favorite Role-Playing Game, 2006)
- Games Magazine (Hall of Fame, 1984).